# تشارلز إنغ
تشارلز إنغ هو سياسي أمريكي، ولد في 1869، وتوفي في 30 أغسطس 1945. نشط حزبياً في الحزب الجمهوري. وقد انتخب عضو جمعية ولاية ويسكونسن ‏.